# Hyphormides argentipunctata
Hyphormides argentipunctata är en fjärilsart som beskrevs av Erich Martin Hering 1931. Hyphormides argentipunctata ingår i släktet Hyphormides och familjen snigelspinnare. Inga underarter finns listade i Catalogue of Life.